# Insula Ovidiu
Insula Ovidiu este o insulă din lacul Siutghiol, din Județul Constanța, Dobrogea, România. Insula este situată la 500 de metri de orașul Ovidiu și de stațiunea Mamaia și are o suprafață de 0,026 km².

## Istorie
Insula Ovidiu este o insulă de origine calcaroasă. Aici a fost exilat poetul Publius Ovidius Naso (care a trăit între anii 43 î.Hr. – 17 d.Hr. ) de către împăratul Augustus, în anul 8 d.Hr. În timpul acestui exil, poetul a scris operele „Tristele” și „Ponticele”. Conform cercetărilor făcute pe insulă, aici există urme ale unor așezări omenești din timpul tracogeților si a getodacilor, iar cele mai vechi așezări datează din paleolitic. De-a lungul timpului, aici și-au găsit locul populații getice, scite, dar și colonii grecești.